# Centre de formation des journalistes
Das Centre de formation des journalistes (CFJ oder École CFJ) ist eine spezialisierte französische Hochschule und Journalistenschule (Grande École) in Paris und Lyon.
Die Schule ist ein Bestandteil der Universität Panthéon-Assas und Mitglied der Conférence des grandes écoles (CGE). Sie ist von der französischen Regierung und vom Berufsstand der Journalisten anerkannt.
Das CFJ-Diplom wird von der Université Paris 1 Panthéon-Sorbonne vergeben. Seit September 2020 bieten die Sorbonne Universität und die W-Schule des CFJ einen Doppelabschluss in „Wissenschaft, Kommunikation und Journalismus“ an, der einem Bachelor of Science in Journalismus und Kommunikation entspricht.

## Absolventen
- Christophe Boltanski (* 1962), Journalist und Autor
- Orianne Charpentier (* 1974), Journalistin und Autorin
- Bernard Guetta (* 1951), Journalist und Politiker
- Anne-Sophie Lapix (* 1972), Fernsehjournalistin und Fernsehmoderatorin

## Belege
1. ↑  Le CFJ souffle ses 70 bougies. In: www.leaders.com. 25. September 2016, abgerufen am 19. Juni 2022 (französisch).
2. ↑  Le livre qui agite le CFJ. In: www.nouvelobs.com. 10. März 2003, abgerufen am 19. Juni 2022 (französisch).

Koordinaten: 48° 50′ 59″ N, 2° 23′ 10,2″ O